# Клан (фільм, 2015)
«Клан» (ісп. El Clan) — аргентинський кримінально-біографічний фільм, знятий Пабло Трапером. Світова прем'єра стрічки відбулась 2 вересня 2015 року в головному конкурсі Венеційського кінофестивалю, де її режисер отримав «Срібного лева». Фільм був висунутий Аргентиною на премію «Оскар-2016» у номінації «найкращий фільм іноземною мовою».

## У ролях
- Гільєрмо Франселья — Аргімедес Пуччіо
- Пітер Ланзані — Алехандро Пуччіо
- Лілі Попович — Епіфанія Пуччіо
- Гастон Кокчіареле — Магіла Пуччіо
- Жизель Мотта — Сільвія Пуччіо
- Франко Масіні — Гільєрмо Пуччіо
- Антонія Бенгоечія — Адріана Пуччіо
- Стефанія Коессл — Моніка